# 大花川西景天
大花川西景天（学名：Sedum rosei var. magniflorum）为景天科景天属下的一个变种。

## 扩展阅读
- 維基物種上的相關：大花川西景天